# Harald Moritz

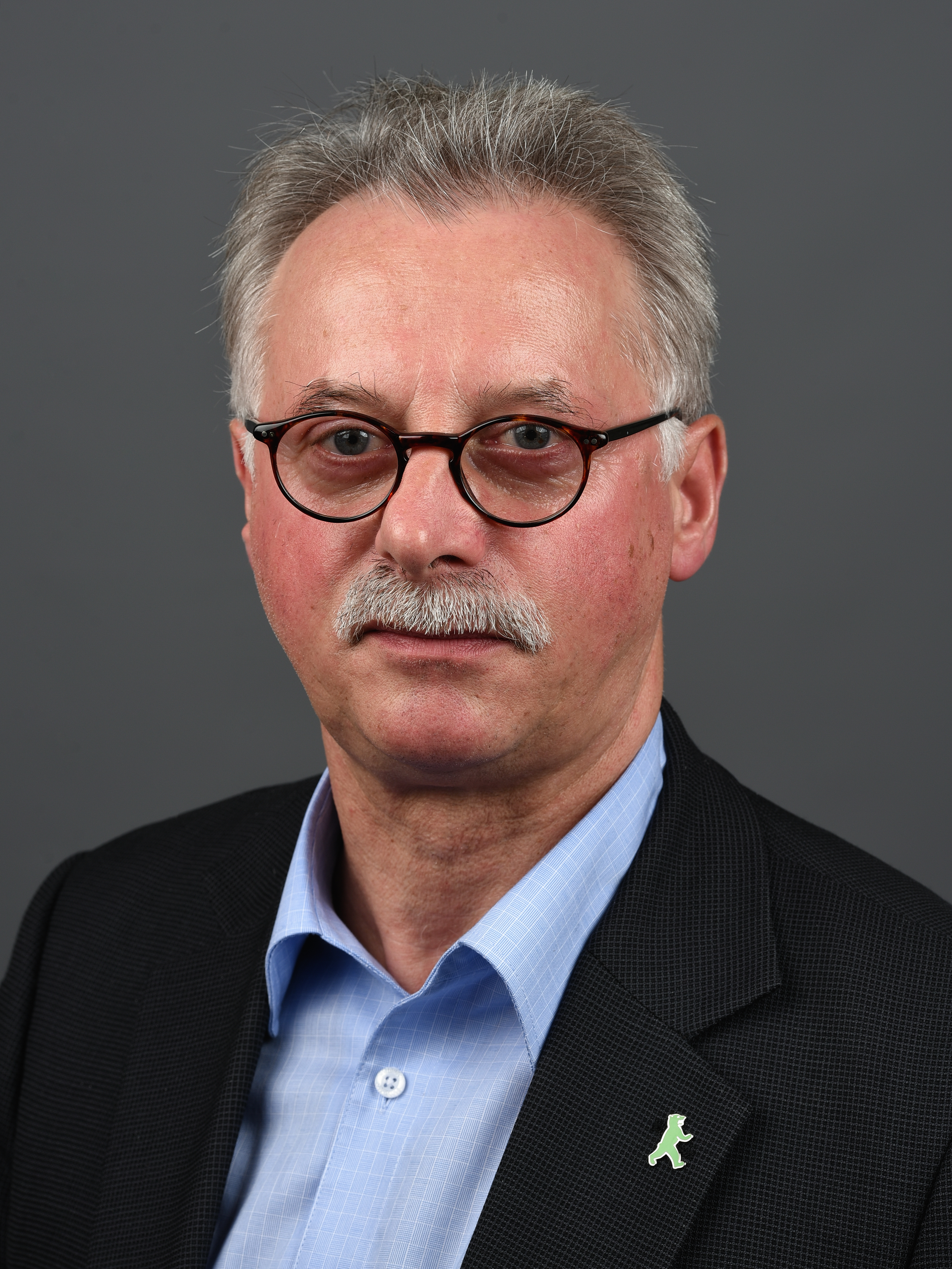
Harald Moritz, 2017

Harald Moritz (* 31. Juli 1957 in Berlin) ist ein deutscher Politiker der Partei Bündnis 90/Die Grünen. Von 2011 bis 2021 war er Mitglied des Abgeordnetenhauses von Berlin. Seine politischen Themenschwerpunkte waren Verkehrspolitik und Stadtplanung.

## Leben und Beruf
Harald Moritz wurde 1957 in Berlin geboren und ist in Brandenburg aufgewachsen. Nach dem Abschluss der 10. Klasse machte er eine Ausbildung zum Kfz-Mechaniker. Mit Ausnahme der Zeit als Bausoldat (waffenloser Wehrersatzdienst in der DDR) von 1983 bis 1985 arbeitete er als Kfz-Mechaniker bis 2011. 2009 machte er eine Weiterbildung zum Kfz-Servicetechniker. Seit 1977 lebt er in Berlin-Treptow. Moritz ist verheiratet und hat einen erwachsenen Sohn und zwei Enkelkinder.

## Politik
Schon lange vor der Wende war Moritz in verschiedenen Gruppen politisch aktiv, u. a. in der Bekenntnisgemeinde Berlin-Treptow und im Friedenskreis „PRO“ in Oberschöneweide. Im Herbst 1989 trat er dem Neuen Forum bei, 1990 dann dem Bündnis 90.
Bei der ersten freien Kommunalwahl nach der Wende wurde er in die Treptower Bezirksverordnetenversammlung (BVV) gewählt. Von 1990 bis 1999 hat er als Bezirksverordneter die Bündnisgrüne Politik im Verkehrsausschuss, dessen Vorsitzender er von 1992 bis 1999 war, im Stadtplanungsausschuss und im Ausschuss für Eingaben und Beschwerden vertreten. Von 1999 bis 2006 war Moritz Sprecher der Bündnisgrünen Bezirksgruppe in Treptow-Köpenick. Von 2006 bis zu seiner Wahl in das Abgeordnetenhaus 2011 hat er die Bündnisgrüne BVV-Fraktion in Treptow-Köpenick in den Bereichen Verkehr und Stadtplanung unterstützt.  Seit 2012 ist er zudem gewähltes Mitglied im Landesparteirat von Bündnis 90/Die Grünen.
Am 18. September 2011 wurde Moritz über die Bündnisgrüne Landesliste der Grünen Berlin in das Berliner Abgeordnetenhaus gewählt. Er war als Verkehrspolitischer Sprecher für Straßen- und Luftverkehr im Ausschuss Bauen, Wohnen und Verkehr, im Petitionsausschuss und seit Oktober 2012 im Untersuchungsausschuss zum BER tätig.
Am 18. September 2016 wurde Moritz erneut über die Bündnisgrüne Landesliste in das Berliner Abgeordnetenhaus gewählt. Er war Verkehrspolitischer Sprecher für Fuß-, Straßen- und Luftverkehr sowie Mitglied im Ausschuss Umwelt, Verkehr, Klimaschutz, im Ausschuss Stadtentwicklung und Wohnen sowie im Petitionsausschuss. Zur Abgeordnetenhauswahl 2021 trat er nicht erneut an.
Harald Moritz unterstützt aktiv verschiedene Bürgerinitiativen und Vereine im Berliner Südosten. Seit 1990 engagiert er sich als Sprecher der Bürgerinitiative Stadtring Süd (BISS) gegen die Verlängerung der Stadtautobahn A100 von Neukölln nach Treptow. Darüber hinaus ist er Gründungsmitglied der Kunger-Kiez-Initiative und des Sozialbündnis Alt-Treptow. Hier setzt er sich gegen Mietwucher und Verdrängung ein. Zudem unterstützt er weitere Bürgerinitiativen z. B. die AG Pro Plänterwald bei ihrem Bemühen, den Spreepark in das Landschaftsschutzgesetz (LSG) Plänterwald verträglich einzufügen.